# Durich Whittembury
Durich Francisco Whittembury Talledo (Lima, 18 de octubre de 1963) es un ingeniero químico y funcionario peruano. Es el actual Ministro de Vivienda, Construcción y Saneamiento del Perú desde el 3 de septiembre de 2024, del gobierno de Dina Boluarte.

## Biografía
En 1984 ingresó a la Universidad Nacional de Trujillo, de donde egresó en 1991 como ingeniero químico. Cuenta con una maestría en Executive Master of Business Administration obtenida en la Universidad San Ignacio de Loyola y California State Fullerton.

### Trayectoria
En el sector estatal, empezó a laborar como jefe de Administración de Electroperú. También fue director de fiscalización en la Municipalidad Metropolitana de Lima y subdirector de fiscalización de la Municipalidad de Surco.
Luego fue sucesivamente asesor de la gerencia general de la empresa pública Fondo Mi Vivienda de 2016 a 2017; director general de Administración del Ministerio de Vivienda, Construcción y Saneamiento de 2017 a 2019; y secretario general del mismo ministerio entre 2019 y 2020. Un año después, en 2021, retornó como director general de administración y secretario general del mismo ministerio, durante la gestión del ministro Geiner Alvarado, del gobierno de Pedro Castillo.

### Ministro de Estado
El 3 de septiembre de 2024, fue nombrado y juramentado por la presidenta Dina Boluarte, como Ministro de Vivienda, Construcción y Saneamiento del Perú, en reemplazo de Hania Pérez de Cuéllar.

## Controversias
Por haber sido secretario general del Ministerio de Vivienda durante la gestión del exministro Geiner Alvarado, se halla involucrado en la presunta red de corrupción para el copamiento de puestos claves en instituciones estatales, muchos de los cuales habían sido recomendados por la empresaria Sada Goray. El caso forma parte de una de las carpetas fiscales sobre la presunta corrupción ocurrida durante el gobierno de Pedro Castillo.